# Pieds bandés
 (mars 2021).
Si vous disposez d'ouvrages ou d'articles de référence ou si vous connaissez des sites web de qualité traitant du thème abordé ici, merci de compléter l'article en donnant les références utiles à sa vérifiabilité et en les liant à la section « Notes et références ».

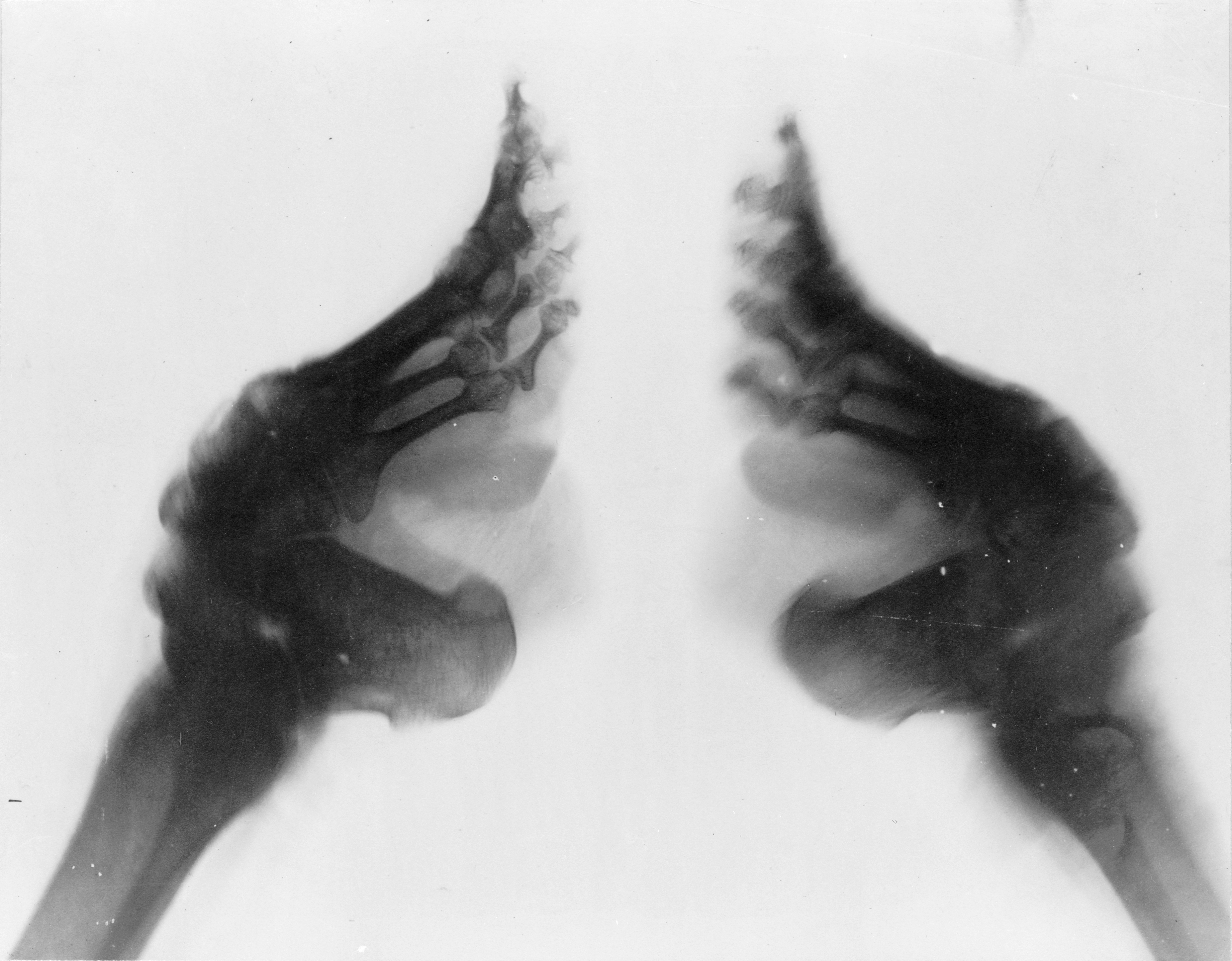
Radiographie de pieds bandés

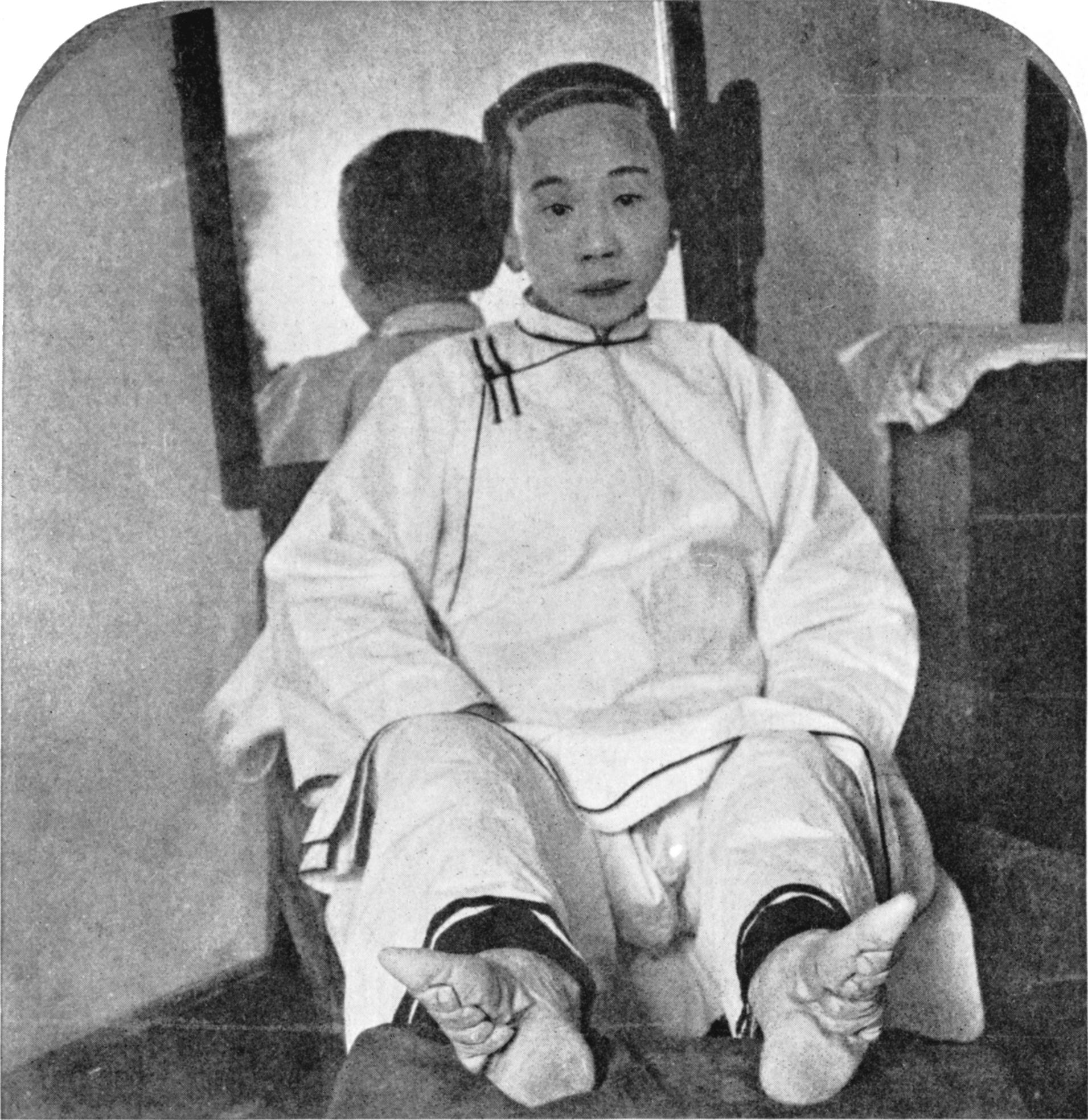
Jeune femme aux pieds bandés

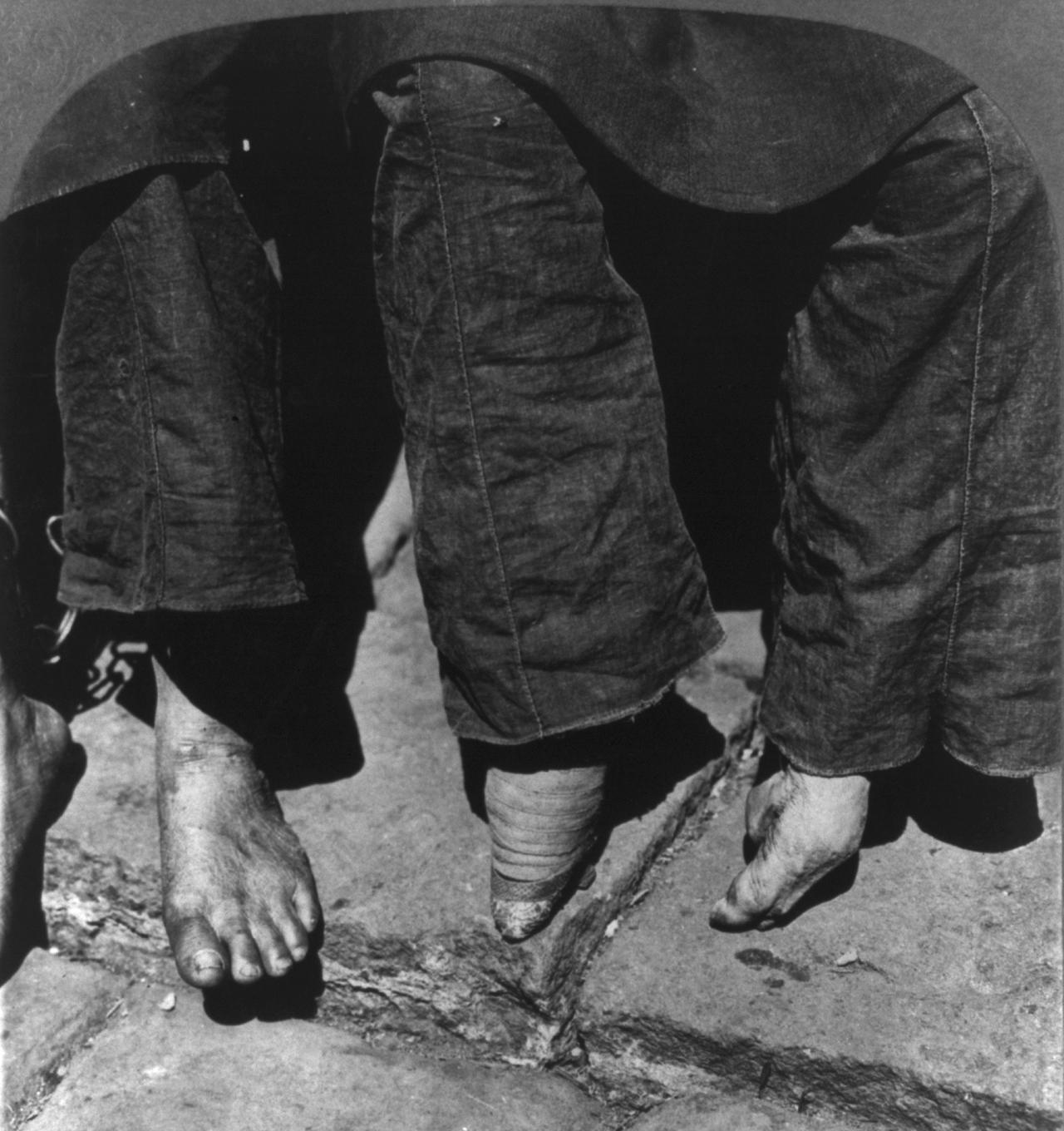
Chine, 1902. À gauche une femme aux pieds non-bandés, à droite une femme aux pieds bandés.

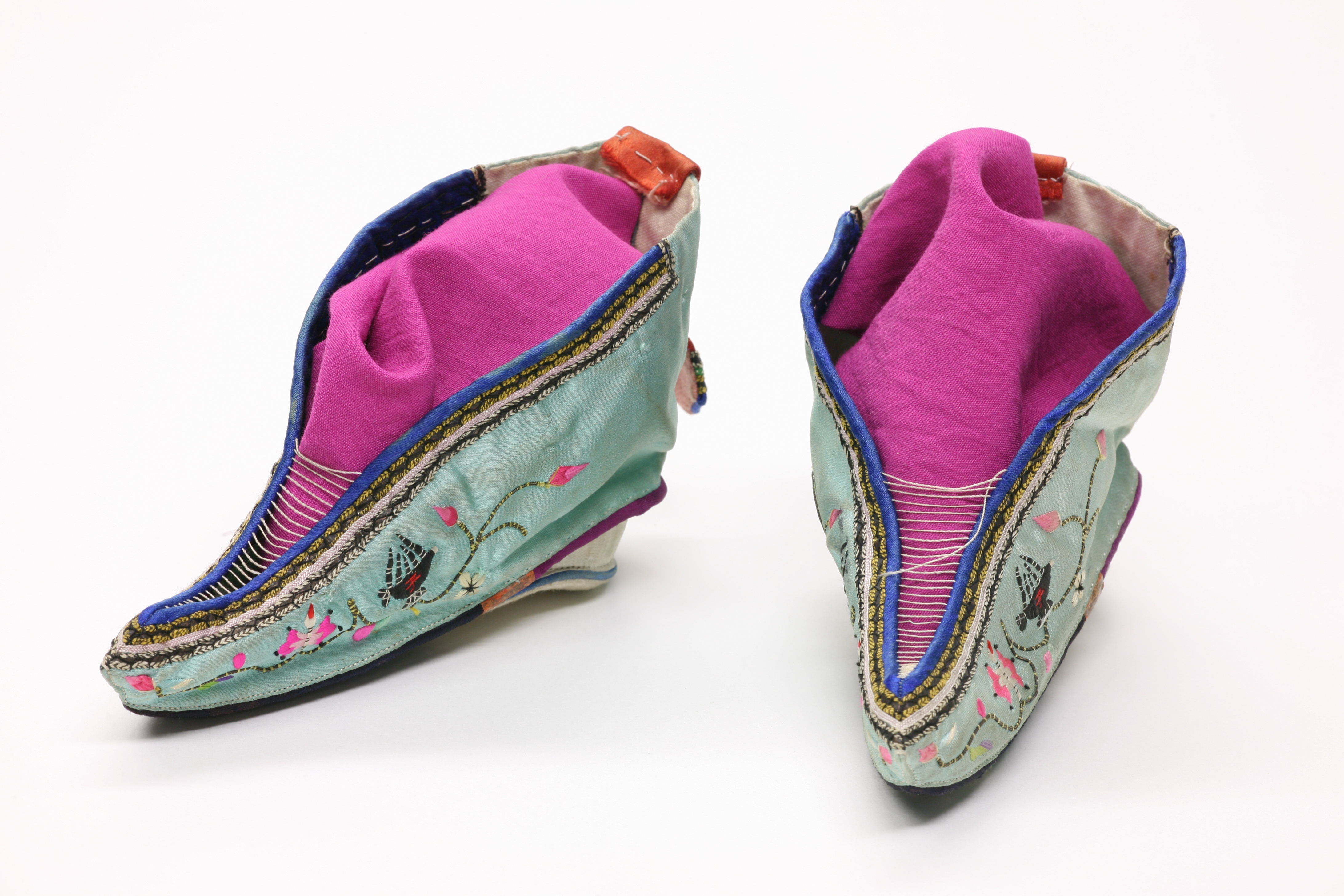
Chaussures de pieds bandés

La coutume des pieds bandés fut pratiquée en Chine du xe au début du XXe siècle sur les filles et jeunes femmes issues des classes sociales favorisées dans un premier temps, avant de s'étendre à une part plus large de la société chinoise. Après plusieurs vaines interdictions, à la fin du XIXe siècle, la Société pour l'émancipation des pieds popularisa l'opposition à cette pratique. La pratique est interdite en 1912 après la proclamation de la première république, et réellement éliminée au début des années 1950 par les autorités communistes.

## Historique
La coutume des pieds bandés a été pratiquée en Chine pendant plus de mille ans. Son origine remonterait à la fin des Tang, au Xe siècle, quand l’empereur demanda à sa jeune concubine de se bander les pieds pour exécuter la traditionnelle danse du lotus et ainsi accroître son désir. Un siècle plus tard, la coutume entre dans les mœurs et devient à la mode chez toutes les femmes de l’empire, devenant ainsi une tradition familiale qui symbolise la richesse et la distinction. En effet, les femmes aux pieds bandés ne peuvent travailler qu'à des tâches domestiques simples, ce que ne peuvent se permettre les familles pauvres. Le statut d'une femme dépend en grande partie de ses talents de brodeuse exercés dans la fabrication de minuscules souliers et de jambières qu'elle coud pour sa famille et pour elle-même. Les chaussures, finement brodées, témoignent de l’importance donnée à l’esthétique féminine.
L'importance donnée à la petite taille des pieds et l'opportunité de marier leurs filles à des familles plus fortunées répandit la coutume et, à la fin de la dynastie Qing, on pouvait voir des femmes aux pieds bandés dans toutes les classes sociales de la société Han, à l'exception des plus misérables et du groupe des Hakka, chez qui les femmes assumaient une partie des travaux dévolus aux hommes dans les autres ethnies.
Les femmes mandchoues et mongoles, elles, ne pratiquaient pas le bandage des pieds (alors qu'elles occupaient le sommet de la hiérarchie sociale sous la dynastie mandchoue des Qing) et surprenaient aussi bien les Chinois Han que les occidentaux de passage par leur vie beaucoup plus active et leurs capacités équestres. Elles prirent en revanche l'habitude de confectionner des chaussons destinés à leur donner la démarche chaloupée des femmes aux pieds bandés.
Quelques empereurs, dont l'impératrice Cixi, tentèrent sans succès de bannir la pratique. En 1664, l'empereur Kangxi punit sévèrement cette pratique, qui persiste toutefois. D'autres tentatives ont lieu, notamment au XIXe siècle. Puis, en 1912, après la chute de la dynastie Qing, le gouvernement de la république de Chine interdit le bandage des pieds et força les femmes à ôter leurs bandelettes, ce qui s'avéra presque aussi douloureux et traumatisant à l'égard des tabous dont les pieds nus faisaient l'objet. La pratique se poursuivit dans la clandestinité, parallèlement à l'émergence de sociétés progressistes dont les membres s'engageaient à ne pas bander les pieds de leurs filles et à ne pas marier leurs fils à des femmes aux pieds bandés. L'interdiction fut réellement effective après 1949, sous la république populaire de Chine.

## Procédés
Le bandage commençait à l'âge de cinq ou six ans, parfois plus tôt, et nécessitait environ deux ans pour atteindre la taille jugée idéale de 7,5 centimètres, ou lotus d'or. Après avoir baigné les pieds dans de l'eau chaude ou du sang animal mélangés à des herbes médicinales, les orteils, à l'exception du gros orteil, étaient pliés contre la plante du pied, et la voûte plantaire, courbée, pour réduire sa longueur et donner au pied la forme d'un bouton de lotus. Le pied était ensuite placé dans une chaussure pointue, de plus en plus petite au fil des semaines. Les fractures, volontaires ou accidentelles, étaient fréquentes, en particulier si le bandage commençait à un âge tardif. Les bandes devaient être quotidiennement changées, ainsi que les pieds lavés dans des solutions antiseptiques. Malgré cela, le taux de mortalité des suites de septicémie est estimé à 10 %.
Il existait un second procédé, demandant des compressions encore plus fortes, qui entraînait de nombreuses lésions de l'articulation tarsienne et impliquait un déplacement du calcanéum, qui passait sa position naturelle horizontale à une position verticale. Dans les deux cas, des plaques métalliques étaient quelquefois ajoutées sous la plante du pied ainsi bandé.
Les orteils, privés d'une grande partie de l'irrigation nécessaire, se nécrosaient rapidement. Les voir tomber n'était pas une mauvaise nouvelle, car cela permettait d'obtenir un pied encore plus petit. De manière générale, la circulation sanguine était largement perturbée et rendait les pieds particulièrement douloureux en hiver. En été, le profond pli qui apparaissait entre le talon et la plante du pied était le siège de multiples infections.

## Symbolique
Certains, comme Sigmund Freud, considèrent cette pratique comme du fétichisme, car elle était pratiquée pour des raisons esthétiques, comme peuvent en témoigner les manuels érotiques chinois qui cataloguaient toutes les manières possibles d'utiliser les pieds bandés, considérés comme des zones érogènes.
Dans son ouvrage Les Cygnes sauvages, l'écrivaine chinoise Jung Chang, évoquant sa grand-mère qui subit cette pratique, indique que la vue d'« une femme trottinant sur ses pieds atrophiés était censée avoir un effet érotique sur les hommes, cette vulnérabilité manifeste provoquant, disait-on, chez la gent masculine des sentiments protecteurs ».
Le pied bandé était célébré dans de nombreux poèmes ou essais. Le poète Su Shi (1036-1101) écrit :
« Embaumant le parfum, elle esquisse des pas de lotus ;
Et malgré la tristesse, marche le pied léger.
Elle danse à la manière du vent, sans laisser de trace physique.
Une autre, subrepticement, tente gaiement de suivre le style du palais,
Mais grande est sa douleur sitôt qu'elle veut marcher !
Regarde-les dans le creux de ta main, si incroyablement petits
Qu'il n'est de mot pour les décrire. »
Zhu Xi (1130-1200), alors magistrat dans la province du Fujian, voyait dans le bandage des pieds, outre un moyen de préserver la chasteté féminine, « un moyen de répandre la culture chinoise et d'enseigner la séparation entre l'homme et la femme. »